# Microrregión de Mazagão
La microrregión de Mazagão es una de las microrregiones del estado brasileño del Amapá perteneciente a la mesorregión del Sur del Amapá. Está dividida en tres municipios.

## Municipios
- Laranjal del Jari
- Mazagão
- Vitória del Jari

- Datos: Q2136800